# Eliezer Moses

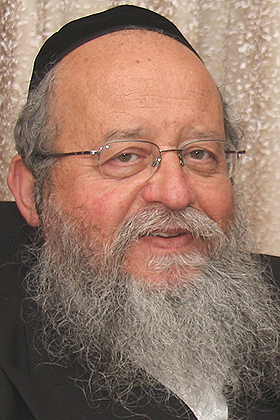
Eliezer Moses

Menachem Eliezer Moses (hebräisch מנחם אליעזר מוזס‎, * 20. Oktober 1946) ist ein israelischer Politiker der Allianz Vereinigtes Thora-Judentum. Er repräsentiert die Agudat Jisra’el Partei.

## Leben
Moses wurde an einer Jeschiwa ausgebildet. Er war in einer leitenden Position des Bildungsministeriums tätig.
Moses ist seit 2009 Abgeordneter in der Knesset. Moses ist verheiratet und hat zehn Kinder.